# Bandera de l'OTAN
La bandera de l'Organització del Tractat de l'Atlàntic Nord (OTAN) va ser aprovada el 14 d'octubre de 1953. Consisteix en una tela de color blau fosc (Pantone 280) en el qual figura una representació de la Rosa dels Vents de color blanc que està situada en el seu centre. La Rosa dels Vents apareix al costat de quatre línies blanques que parteixen d'ella. Aquests elements componen l'emblema o símbol de l'OTAN. El color blau fosc simbolitza l'oceà Atlàntic que dona nom a l'Organització.